# (35120) 1992 EN7
1992 EN7 (asteroide 35120) é um asteroide da cintura principal. Possui uma excentricidade de 0.20420400 e uma inclinação de 6.30489º.
Este asteroide foi descoberto no dia 1 de março de 1992 por UESAC em La Silla.